# Галиция, Феде

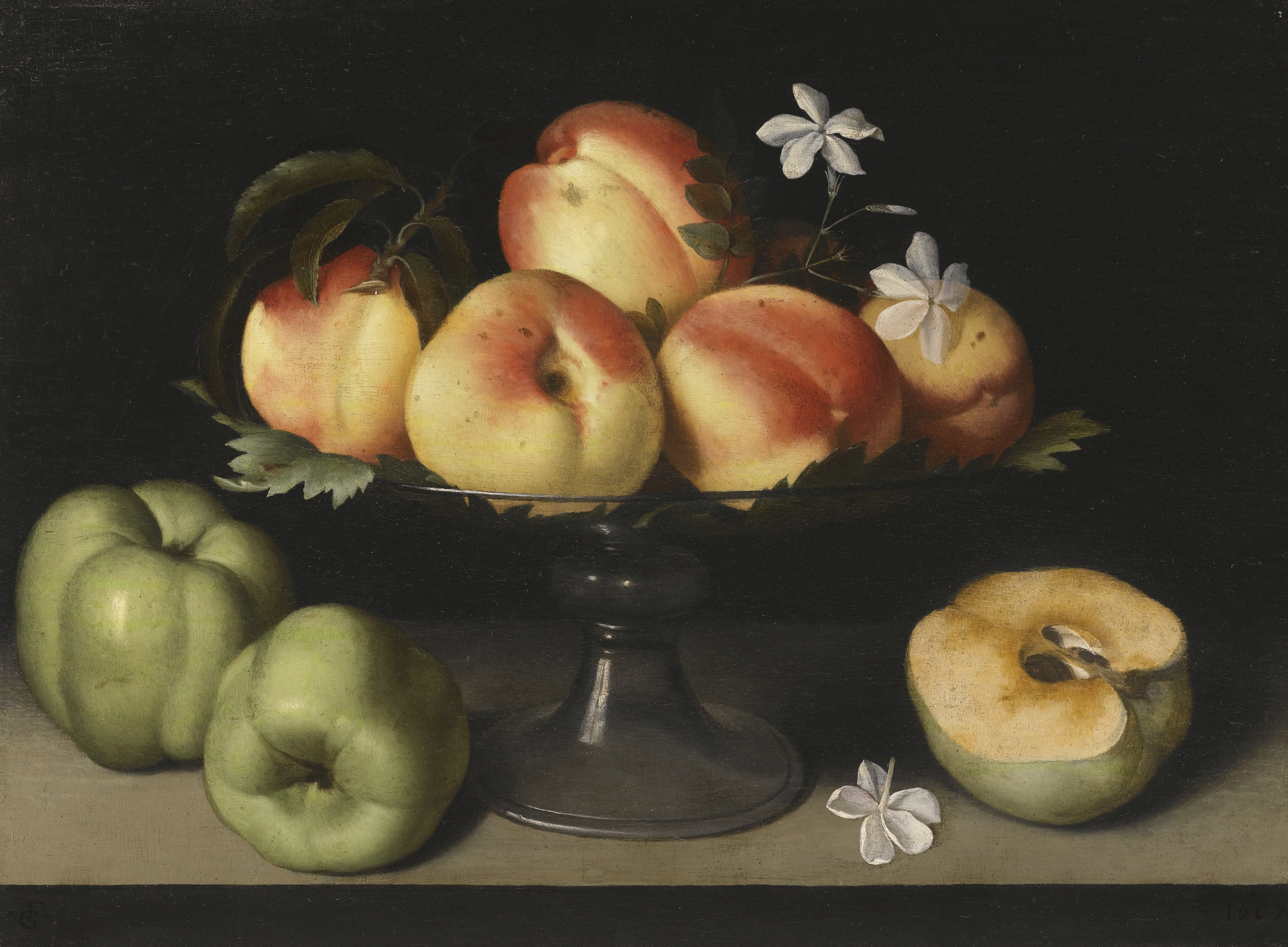
Феде Галиция Персики в вазе

Феде Галиция (итал. Fede Galizia, 1578, Милан — 1630, там же) — итальянская художница.

## Биография
Феде Галиция родилась в Милане, предполагается, что до 1578 года. Отец Феде, Нунцио Галиция, который был художником-миниатюристом, переехал в Милан из Тренто. Юная Феде училась живописи у него. Уже к двенадцати годам Феде (переводится как «вера») стала писать настолько хорошо, что Джан Паоло Ломаццо, живописец и теоретик искусства, написал «…его девочка посвящает себя подражанию самым необычным из наших произведений искусства…». Через несколько лет Галиция Феде стала известна на международном уровне как признанная художница-портретистка, и за её плечами было множество заказов.
Возможно, её отец взялся за её обучение, видя успех Софонисбы Ангвиссолы, которая жила в 50 милях от Милана. И вероятно, что именно специальность её отца (миниатюра) привела к тому, что Феде обращала внимание на детали в своих работах. Такой подход сделал Феде популярной среди конкурентов. Ей часто заказывали рисовать религиозные и светские темы. Некоторые из её картин, основанных на известной истории Юдифи и Олоферна, популярной теме в искусстве того периода, сохранились в частных коллекциях. Возможно, самой ранней из них была Юдифь с головой Олоферна, написанная в 1596 году, которая сейчас находится в Сарасоте, Флорида, в Художественном музее Ринглинга. Также она создавала миниатюры и запрестольные изображения для монастырей.
Феде Галиция никогда не была замужем и не имела детей. 21 июня 1630 года она составила завещание в пользу своей двоюродной сестры Анны Галиции и племянника Карло Хенрико и, как полагают, вскоре умерла от чумы в Милане.

## Творчество
Уже о ранних работах двенадцатилетней Галиции упоминает Ломаццо. Она известна портретами современников (портрет миланского историка и поэта Паоло Мориджи, Пинакотека Амброзиана, Милан; «Портрет врача», Милан, и др.), а также натюрмортами (из 63 её вещей 44 — натюрморты). Исполнила также ряд алтарных росписей в храмах Милана. Её живопись сложилась под влиянием ломбардского маньеризма, воздействием Караваджо и сама, в свою очередь, повлияла на жанр барочного натюрморта.
Стиль Феде заимствован из натуралистических традиций итальянского Возрождения с резко реалистичным подходом. Художественные способности хорошо видны в её портрете Паоло Мориджа, генерала иезуатов, ученого, писателя и историка, одного из её первых покровителей и сторонников. В её «Портрете Паоло Мориджа» 1596 года изображен человек, пишущий стихотворение о картине, которую писала Галиция. Также она получила несколько заказов для миланских церквей, в том числе на алтарный образ «Не тронь Меня» (Noli me tangere; 1616) для церкви Санта-Мария-Маддалена.
Феде также интересовалась натюрмортами. В данном жанре она была пионеркой, и именно натюрморты сохранились лучше всего. Единственный известный натюрморт с автографом Феде создан в 1602 году. И это первый известный датированный натюрморт итальянской художницы.
Натюрморты Галиции являются одними из самых ранних примеров живописи в новом жанре. Они отличаются от работ её отца большей детализацией и более яркими красками. В большинстве этих работ центральные элементы из фруктов были просто аранжировской. Они часто состояли из корзины или миски, наполненной одним видом фруктов, таких как персики или груши, с несколькими фруктами, иногда нарезанными, разбросанными у основания чаши. Во многих её натюрмортах на прилавке были установлены живые цветы или другие фрукты, чтобы обеспечить заметный контраст и масштаб, как это видно в её работе под названием «Натюрморт с персиками, фарфором и чашей». Галиция не пробовала роскошные композиции и формы, которыми отличались её современники. Вместо этого она предпочла строгий композиционный стиль
Картины Галиции были детализированы, идеально сбалансированы, а её внимание к тени, свету и текстуре было непревзойденным в то время. Она была особенно хороша в создании привлекательного пространства в своих картинах. Её композиции не переполнены. Они выглядят так, как будто можно протянуть руку и коснуться плода, схватить его и вытащить из картины, не мешая остальной работе. Её изящные, плавные аранжировки были естественными и поэтичными.
Портрет Паоло Мориджа (1596 г.) был написан, когда Галиции было всего восемнадцать. Каждая деталь рисунка прорисована аналитически подробно. Галиция использует мимесис (имитацию реальности) в изображении очков Мориджии: отражение линз показывает комнату, в которой сидит Мориджа, и, таким образом, усиливает иллюзию реальности.
Галиция признана пионером в обработке натюрморта в европейской живописи. В настоящее время неизвестно количество картин, выполненных Галицией. Многие работы, которые могли быть её собственными, были приписаны её коллеге-мужчине Панфило Нуволоне, который вдохновлялся её работами. Возможно, она также вдохновила бергамца Франческо Кодино и Джованну Гарцони.
Феде Галиция была забыта на века, вплоть до 20-го века. Исследования её работ произведены в 1963-м и в 1989-м годах.

## Работы, недавно обнаруженные или вновь появившиеся на арт-рынке
6 апреля 2006 года натюрморт с персиками был продан за 1 640 000 долларов на Christie’s в Нью-Йорке. Другой натюрморт «Персики в корзине, проткнутой белым фаянсом» был продан 6 июля того же года на Christie’s в Лондоне за 680 000 фунтов стерлингов.

## Галерея

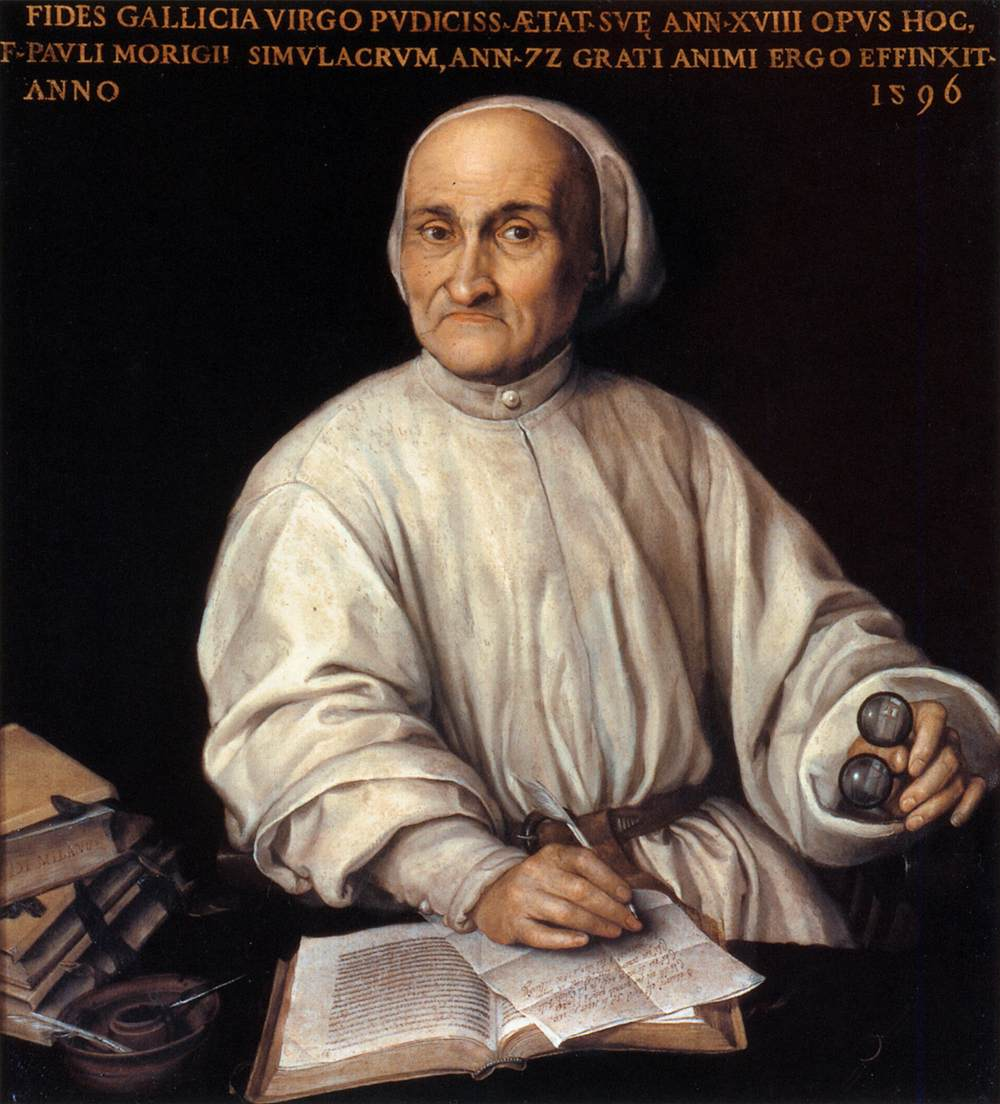
Портрет Паоло Мориджа
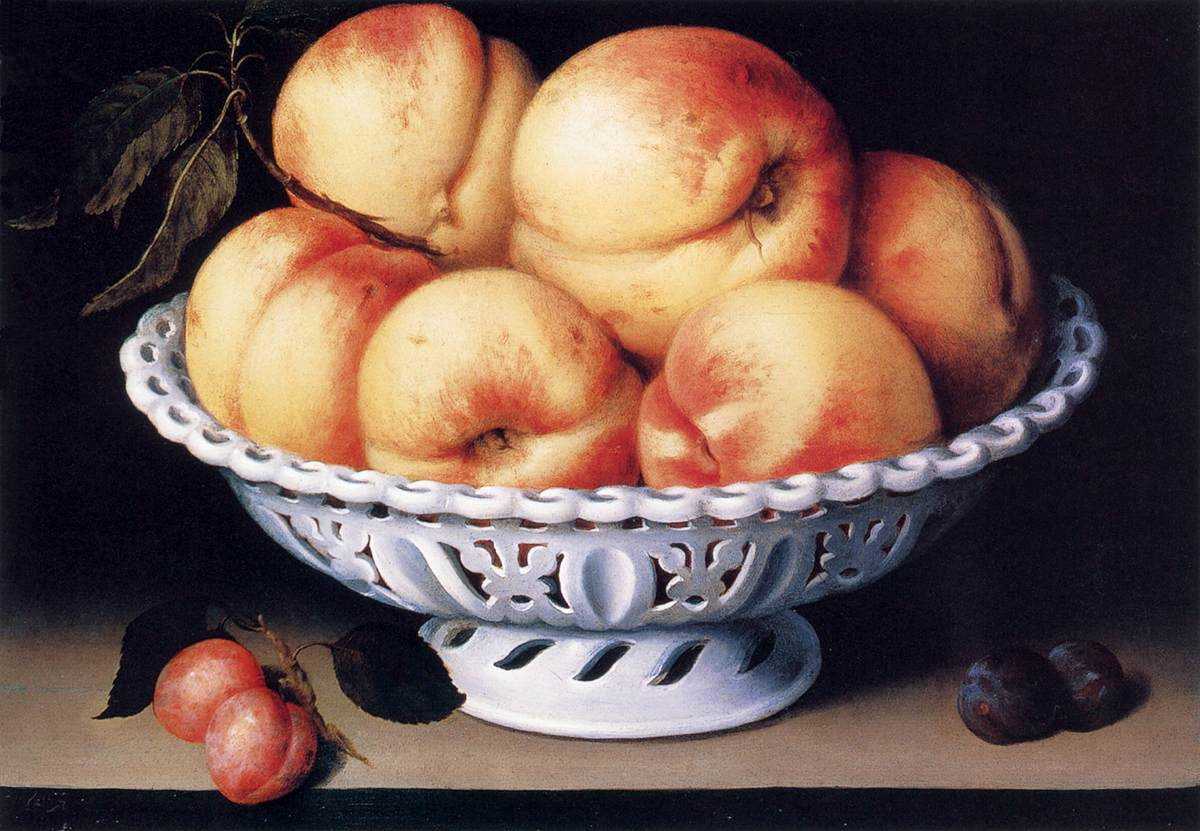
Персики в белой фаянсовой корзине
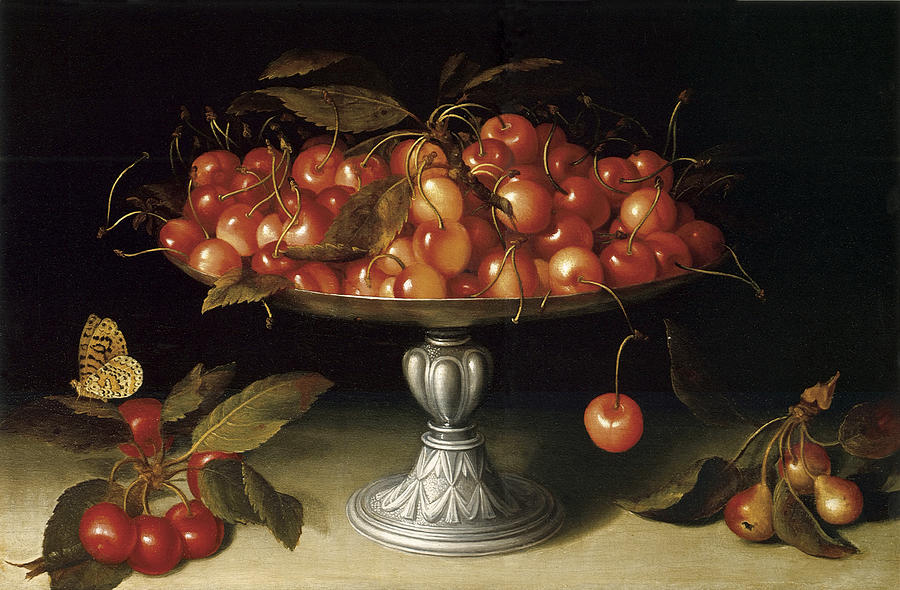
Вишня в серебряном компоте со скулами
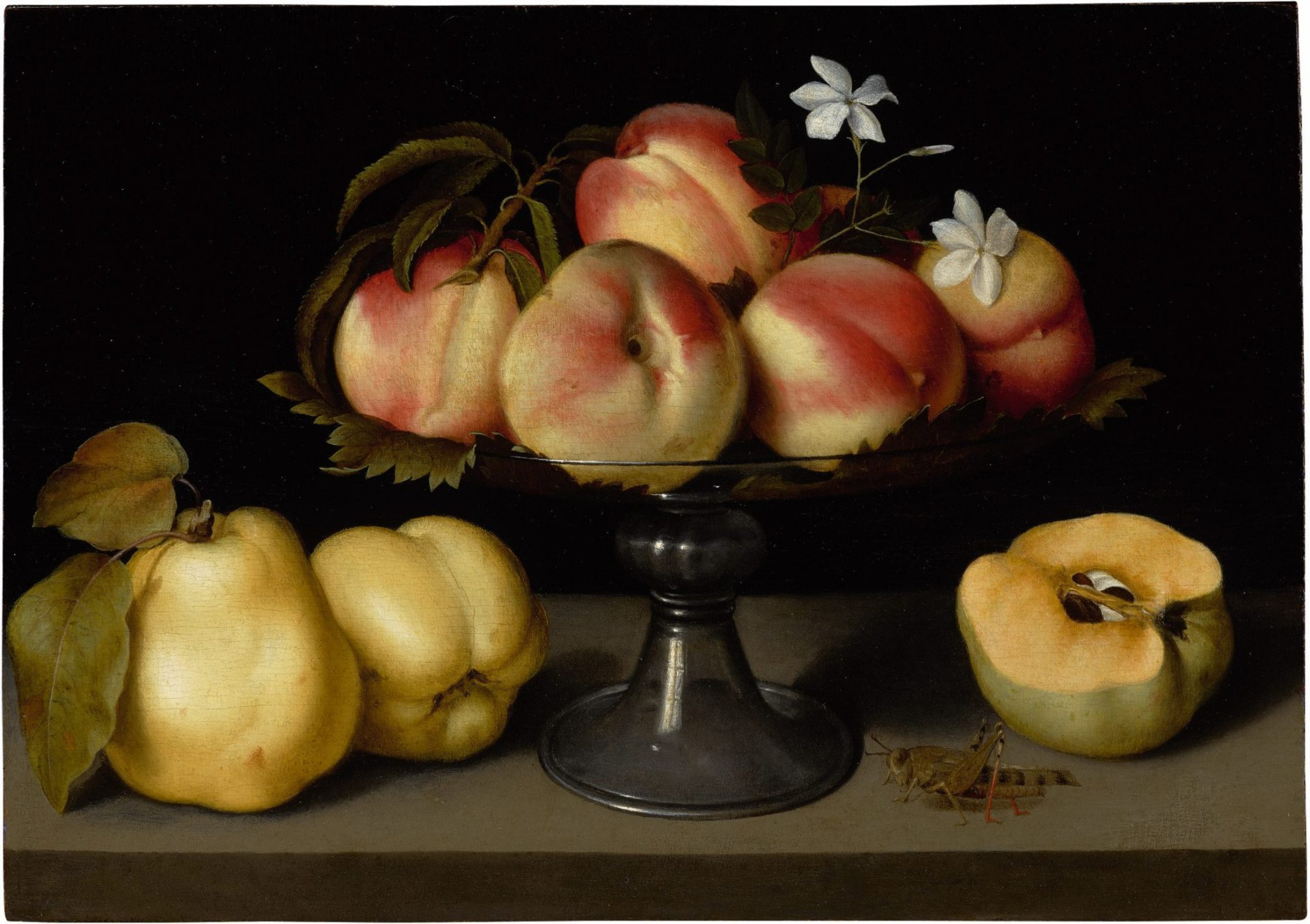
Стеклянное блюдо с персиками, цветами жасмина и яблоками, ca. 1610
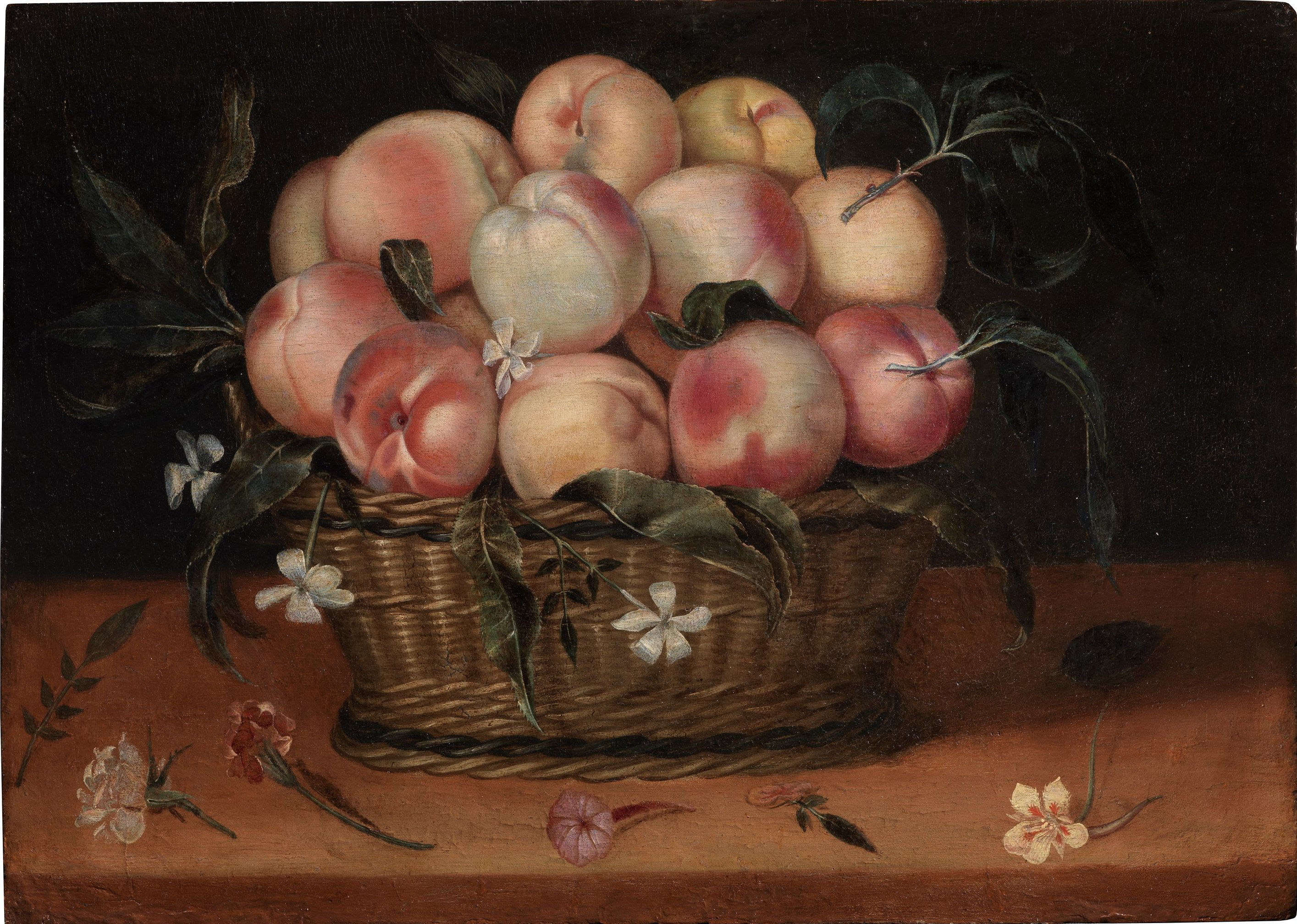
Плетеная корзина с персиками, цветами жасмина, розой и гвоздикой